# Кашич, Бартол
 Ба́ртол Ка́шич (хорв. Bartol Kašić, лат. Bartholomaeus Cassius 15 августа 1575, Паг, Венецианская республика, ныне Хорватия — 28 декабря 1650, Рим) — хорватский средневековый филолог, писатель и переводчик. Кашич — автор первой хорватской грамматики, первого перевода Библии на хорватский язык и первого перевода на хорватский римского миссала. Католический священник, член ордена иезуитов.
Бартол Кашич считается своего рода «отцом» современного иллирийского или далматинского языка, от которого произошел сегодняшний сербохорватский язык.

## Биография

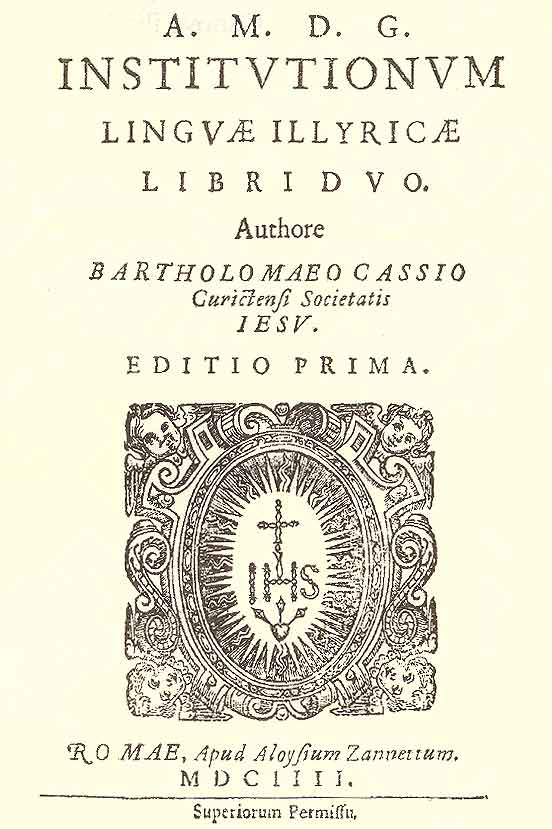
Institutionum linguae illyricae libri duo («Структура иллирийского языка в двух книгах»). Рим. 1604.

Бартол Кашич родился 15 августа 1575 года в городе Паг. Его отец умер, когда Бартол был ребёнком, его воспитанием и начальным образованием занимался дядя, Лука Богданчич, который был священником. Бартол учился в школе в Паге, после её окончания поступил в иезуитский колледж в Лорето, в Италии. Как преуспевающий в учёбе студент в 1593 году был направлен в Рим для дальнейшего образования. В 1595 году Кашич вступил в Общество Иисуса.
В 1606 году он был рукоположен в священники, выполнял функции исповедника в соборе Святого Петра в Риме. В 1609 году переехал в Рагузу (Дубровник). В 1612—1613 году предпринял миссионерскую поездку в Восточную Славонию, Боснию и Сербию, об итогах которой написал доклад Папе. В 1614 году вернулся в Лорето, где служил исповедником для хорватских паломников в этот город. Ещё одну миссионерскую поездку по Балканам он предпринял в 1618—1619 годах. Обе миссионерские поездки были им описаны позднее в незаконченной автобиографии. С 1620 по 1633 год жил в Дубровнике, в 1633 году переехал в Рим, где и жил до смерти в 1650 году.

## Труды
Деятельность Кашича в основном проходила в рамках его интереса к хорватскому языку. Ещё будучи студентом в Риме, он создал в 1599 году хорватско-итальянский словарь. Его перу принадлежат как филологические работы по хорватскому языку, так и художественные произведения, а также агиографические труды. Главными трудами всей жизни Кашича, однако, стали переводы Библии и римского миссала с латыни на хорватский, которые имели важное значение в истории развития хорватского языка.

### Хорватская грамматика
Первая в истории грамматика хорватского языка была издана Кашичем в Риме в 1604 году в Риме под названием Institutionum linguae illyricae libri duo («Структура иллирийского языка в двух книгах»). Книга активно использовалась в качестве учебника хорватского языка иезуитами, отправлявшимися с миссией на Балканы.
Книга насчитывает почти 200 страниц, разделена на два тома. В книге подробно изъясняются грамматика и морфология хорватского языка. «Иллирийский язык», описанный Кашичем, в основном представляет собой штокавское наречие с большим количеством чакавских элементов. Кашич уделял внимание и разнице хорватских наречий, штокавский диалект он называл dubrovački (дубровницкий, в Дубровнике на протяжении всей истории говорили по-штокавски), а чакавский — dalmatinski (далматинский, в Далмации за исключением нескольких регионов говорят по-чакавски).

### Переводы

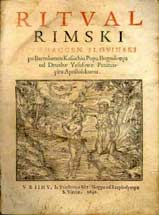
Ritual rimski (римский обряд). 1640 год.

В 1622 году Кашич начал перевод Нового Завета на хорватский язык, точнее на рагузанский поддиалект штокавского наречия. В 1625 году он начал работу над переводом Ветхого Завета. Работа по переводу Библии была завершена в 1633 году, однако после окончания работы Кашич столкнулся с противодействием в попытках напечатать перевод. Многие влиятельные чины Римской курии были против перевода Писания на народные языки и Кашичу не удалось получить имприматур на печать перевода. Напечатан был лишь перевод части Псалтыри под заглавием «Pjesni duhovnih pedeset» («Пятьдесят духовных стихов», Рим, 1634). Сохранилось несколько манускриптов перевода Библии Кашича, которые послужили основой для его издания с комментариями экспертов в 2000 году.
Второй главной переводческой работой Кашича стал Римский миссал, изданный им в 1640 году под названием Ritual rimski (римский обряд). Перевод на хорватский основной богослужебной книги латинского обряда Католической церкви насчитывал более 400 страниц. В отличие от Библии, Кашичу удалось получить имприматур на эту работу и она была издана.

### Религиозные произведения
После 1613 года Кашич написал несколько произведений религиозной тематики. В области агиографии его перу принадлежат жития знаменитых иезуитов Игнатия Лойолы и Франциска Ксаверия, позднее включённые в агиографический сборник Perivoj od djevstva (Девственный сад, 1625—1628). Кроме того, он автор двух катехизисов и художественной трагедии духовного содержания «Святая Венефрида» (1627 год).

### Список трудов
- Razlika skladanja slovinska (Хорватско-итальянский словарь), Рим, 1599. Манускрипт.
- Institutionum linguae illyricae libri duo (Структура иллирийского языка в двух книгах), напечатана в Риме, 1604.
- Perivoj od djevstva (Девственный сад, 1625—1628).
- St Venefrida (Св. Венефрида). Манускрипт 1627 года, напечатана в 1938 году.
- Библия. Манускрипт 1633 года, напечатана в 2000 году.
- Ritual rimski (Римский обряд), напечатана в 1640 году.